# Carlos Pineda
Carlos Javier Pineda Cordero (1º settembre 1977) è un ex schermidore venezuelano.

## Palmarès
In carriera ha conseguito i seguenti risultati:
- Giochi Panamericani:

Winnipeg 1999: bronzo nel fioretto a squadre.
Santo Domingo 2003: bronzo nel fioretto a squadre.